# Urubichá
Urubichá ist eine Landstadt im Departamento Santa Cruz im Tiefland des südamerikanischen Andenstaates Bolivien.

## Lage im Nahraum
Urubichá ist der zentrale Ort des Municipios Urubichá in der Provinz Guarayos im nordwestlichen Teil des Departamentos Santa Cruz. Die Stadt liegt auf einer Höhe von 220 m am rechten Ufer des nach Norden fließenden Río Blanco, der in seinem weiteren Verlauf in den Río Iténez/Rio Guaporé mündet, der über weite Strecken die Grenze zwischen Brasilien und dem bolivianischen Nordosten bildet.

## Geographie
Urubichá liegt in der Moxos-Ebene (spanisch: Llanos de Moxos), einer mehr als 100.000 km² großen Überschwemmungssavanne im nördlichen Tiefland von Bolivien. Das Klima der Region ist ein semi-humides Klima der warmen Tropen.
Die mittlere Durchschnittstemperatur der Region liegt bei etwa 25 °C (siehe Klimadiagramm Urubichá) und schwankt nur unwesentlich zwischen 22 °C im Juni und Juli und 27 °C von Oktober bis Februar. Der Jahresniederschlag beträgt etwa 1150 mm, bei einer schwach ausgeprägten Trockenzeit von Juni bis September mit Monatsniederschlägen unter 45 mm, und einer deutlichen Feuchtezeit von November bis März mit Monatsniederschlägen zwischen 140 und 200 mm.

## Verkehrsnetz
Urubichá liegt in einer Entfernung von 326 Straßenkilometern nördlich von Santa Cruz, der Hauptstadt des Departamentos.
Von Santa Cruz aus führt die asphaltierte Nationalstraße Ruta 9 zusammen mit der Ruta 4 zuerst in östlicher Richtung über Cotoca nach Puerto Pailas, überquert den Río Grande und trennt sich vierzehn Kilometer später in Pailón. Von hier aus führt die Ruta 9 230 Kilometer nach Norden bis Ascención de Guarayos und weiter nach Guayaramerín im äußersten Norden des Landes. Am nördlichen Stadtrand von Ascención zweigt eine unbefestigte Landstraße in nordöstlicher Richtung ab und erreicht nach 35 Kilometern Urubichá.

## Bevölkerung
Die Einwohnerzahl der Ortschaft ist in den vergangenen beiden Jahrzehnten um etwa die Hälfte angestiegen:
| Jahr | Einwohner | Quelle       |
| ---- | --------- | ------------ |
| 1992 | 2586      | Volkszählung |
| 2001 | 3302      | Volkszählung |
| 2012 | 3848      | Volkszählung |
| 2024 |           | Volkszählung |

Aufgrund der jahrhundertealten regionalen Bevölkerungsstrukturen weist die Region einen hohen Anteil an indigener Bevölkerung auf, im Municipio Urubichá sprechen 91,0 Prozent der Bevölkerung regionale Chiquitano-Sprachen.

## Kultur
Als vor mehr als 300 Jahre jesuitische Missionare im bolivianischen Regenwald eintrafen, versuchten die Ordensleute, die indigene Bevölkerung mit barocker Musik an das Christentum heranzuführen. Gerade 76 Jahre reichten aus, um die Chiquitano-Indigenas zu meisterlichen Barockmusikern zu formen, bis 1767 die Jesuiten aus ganz Lateinamerika verbannt wurden.

Genau zwei Jahrhunderte später traf der deutsche Franziskaner Walter Neuwirth in Urubichá ein und setzte das Werk der Jesuiten fort: Er verbesserte die örtlichen Wohnbedingungen, schuf Produktionsgenossenschaften und Schulen und belebte die Tradition der klassischen Musik neu. Seit 1980 werden in Urubichá wieder Geigen gebaut, und heute hat die Landstadt ein eigenes Jugendorchester, 20 Geigenbauer und eine angesehene Musikschule (Instituto de Formación de Coro y Orquesta de Urubichá). Das Jugendorchester hat bereits auf Festivals in Bolivien, Venezuela, Chile und Argentinien und zweimal auf Konzerttourneen in Deutschland gespielt.